# Ли Цзе (теннисистка)
Ли Цзе (кит. упр. 李洁, пиньинь Lǐ Jié; род. 6 марта 1984) — нидерландская спортсменка китайского происхождения, игрок в настольный теннис, чемпионка Европы, призёрка чемпионатов мира и Европейских игр.

## Биография
Родилась в 1984 году в Чэнду провинции Сычуань (КНР). Впоследствии эмигрировала в Нидерланды, в 2007 году получила нидерландское гражданство.
В 2008 году стала чемпионкой Европы, а на Олимпийских играх в Пекине заняла 9-е место. В 2009 году вновь стала чемпионкой Европы. На чемпионате Европы 2010 года завоевала золотую и серебряную медали. На чемпионате Европы 2011 года стала обладательницей золотой и бронзовой медалей. В 2012 году приняла участие в Олимпийских играх в Лондоне, и снова заняла 9-е место. В 2015 году стала бронзовой призёркой чемпионата мира и завоевала две серебряные медали Европейских игр.